# 1-й спеціальний моторизований полк міліції ВВ (СРСР)
1-й спеціальний моторизований полк міліції (1 СМПМ, в/ч 5403) — з'єднання Внутрішніх військ МВС СРСР, що існувало у 1966—1992 роках. Місце дислокації — м.Київ.
Після розпаду СРСР у 1992 році на базі полку було сформовано 2-й полк НГУ (в/ч 4102).

## Історія
В 1966 році відповідно до рішення уряду СРСР в Києві почалось формування 1-го спеціального моторизованого полку міліції (в/ч 5403). 30 вересня вважається днем заснування військової частини.
Наказом командувача НГУ від 2 січня 1992 року на базі 1-го смпм Внутрішніх військ МВС СРСР сформовано 2-й полк НГУ (в/ч 4102), який увійшов до складу 1-ї Київської дивізії.

## Командування
{1988-1992 - полковник Стрельников Геннадій Андрійович}